# Zichyújfalu
Zichyújfalu je obec v Maďarsku v župě Fejér v okrese Gárdony. V roce 2011 zde žilo 944 obyvatel.

## Dějiny
První písemná zmínka o obci pochází z roku 1239.